# Informetrie
Informetrie ist die Lehre von der Messung (Metrik) von Informationen. Zur Vermessung und Quantifizierung von Informationen werden mathematische und statistische Methoden auf die Sachverhalte des Informationswesens angewandt. Die Grenze zu ähnlichen Disziplinen sind fließend, gelegentlich wird der Begriff Informetrie (Vermessung von Informationen) auch synonym mit den Begriffen Szientometrie (Vermessung der Wissenschaften) und Bibliometrie (Vermessung von Publikationen) verwendet.
Die Informetrie wird auch als Infometrie, Informetrik oder Infometrik bezeichnet und ist eine Teildisziplin der Informationswissenschaft. Die Szientometrie wird häufig als ein Teilbereich der Informetrie angesehen. Während in der Informetrie allgemein Informationen gemessen werden, misst die Szientometrie nur wissenschaftliche Informationen (etwa die Anzahl der Universitätsabsolventen oder die Herkunftsländer von Nobelpreisträgern). Die Bibliometrie misst als Teildisziplin der Szientometrie die wissenschaftlichen Publikationen (etwa die Anzahl der Aufsätze des Fachgebiets Chemie innerhalb eines Jahres).

## Geschichte

### Begriff
Die Informetrie als das Maß [griechisch métron] der Informationswissenschaft vereinigt alle mathematischen und logischen Gesetzmäßigkeiten, welche Zusammenhänge zwischen Sachverhalten des Informationswesens wiedergeben. Zum Informationswesen zählen insbesondere die Informationswissenschaft und die Informatik. Ursprünglich fielen wissenschaftliche Arbeiten in Bezug auf das Informationswesen unter den Begriff Bibliometrie. Die Bibliometrie jedoch bezeichnete im Grunde die Bibliothekswissenschaft. Da neuere Entwicklungen und Forschungen sich von dieser Disziplin weiter entfernten, musste eine neue Bezeichnung den Bereich beschreiben.
1979 führte Otto Nacke den Begriff „Informetrie“ ein. Damit meinte er eine neue Wissenschaftsdisziplin, die sich von der Bibliometrie und Scientometrie klar unterscheidet.
1984 setzte das Allunions-Institut für wissenschaftliche und technische Information in Moskau (VINITI) ein Komitee unter der Leitung Nackes ein. Dieses legte fest, dass die Informetrie und die Scientometrie den gleichen Begriffsinhalt tragen sollten.
1988 wurde auf der 1st International Conference on Bibliometrics and Theoretical Aspects of Information Retrieval die Informetrie als Oberbegriff für Bibliometrie und Scientometrie verwendet.
Heute bezieht sich die Informetrie auf alle drei Teilbereiche und zusätzlich auf die klassischen wissenschaftlichen Kommunikationsstudien. Dieser Bezug entsteht bei den Teilbereichen in erster Linie durch Verwendung gleicher Methoden.

### Konferenzen
Die erste International Conference on Bibliometrics and Theoretical Aspects of Information Retrieval wurde von Leo Egghe organisiert im August 1987 in Belgien abgehalten. Es folgte 1989 die International Conference on Bibliometrics, Scientometrics and Informetrics in Ontario und 1991 die International Conference on Informetrics in Bangalore. Auf der International Conference on Bibliometrics, Informetrics and Scientometrics vom 11. bis 15. September 1993 in Berlin wurde die International Society for Informetrics and Scientometrics (ISSI) gegründet. Die ISSI veranstaltet seitdem zweijährlich die International Conference of the International Society for Scientometrics and Informetrics in River Forest, Illinois (1995), Jerusalem (1997), Colima, Mexiko (1999), Sydney (2001), Peking (2003) und Stockholm (2005). Die letzte ISSI-Konferenz fand 2007 in Madrid statt.

## Informetrische Analyse
Untersuchungsgegenstände der Informetrie sind Publikationen. Diese können von Autoren, einer (Forscher-)Gruppe, einer Institution, eines Fachgebietes, Landes oder Bereiches sein. Je nach Art der Veröffentlichung, nach Informationsmedium, Verfahren und Fachgebiet wird ein anderer Teilbereich der Informetrie angesprochen.

### Anwendungen
In der Informetrie werden zunächst relevante Werke bestimmt, welche dann auf der Basis unterschiedlicher Methoden untersucht werden. Relevante Werke ergeben sich meist durch Angabe bestimmter Merkmale, die das Werk besitzen sollte. Anschließend kann eine weitere Auswahl durch ein Rankingverfahren getroffen werden. Schlüsselliteratur kann so ermittelt werden. Rankingverfahren nach bestimmten Kriterien erlauben, Auskunft über die Bonität von Magazinen, Forschern, Instituten oder Regionen zu geben. Historische Entwicklungen von wissenschaftlichen Fachbereichen werden mit Hilfe der Informetrie aufgezeigt. Es wird weiterhin festgestellt, in welchem Zeitrahmen Werke bestimmter Bereiche noch verwendet werden. Durch informetrische Studien werden Anschaffungskosten und Anschaffungsmenge für Bibliotheken berechnet, wobei die Festlegung der Werke auch informetrisch erfolgen kann. Die Informetrie kann Netzwerke wissenschaftlicher Zusammenarbeit aufzeigen.
Wie alle statistischen Studien müssen aber auch die informetrischen stets mit Vorsicht betrachtet werden. Nach einer informetrischen Studie kann ein Wissenschaftler zwar einen hohen Stellenwert haben, dies muss jedoch nicht zwingend heißen, dass er der Beste auf seinem Gebiet ist. Folgende Gründe können hierfür Ursache sein:
- Ein Wissenschaftler liefert mittelmäßige Beiträge, publiziert aber in renommierten Zeitschriften, dadurch gewinnt er an Reichweite.
- Ein Wissenschaftler ist zwar unbekannt, kennt aber einen bekannten Wissenschaftler, der mit ihm ko-publizieren möchte oder einfach seinen Namen zur Verfügung stellt. Somit suchen Wissenschaftler nach dem etablierteren Namen und stoßen zugleich auf die Texte des Unbekannten. Auch diese werden dann zitiert.
- Bestimmte Wissenschaftlerkreise bleiben im Zitationsverhalten unter sich.
- Ein Wissenschaftler hat einen gewissen Ruhm erlangt, also wird er häufig zitiert, obwohl seine Beiträge zur aktuellen Wissenschaft nicht hervorragend sind.
- Ein Wissenschaftler zitiert sich selbst. Dadurch können informetrische Analysen manipuliert werden.

### Methoden
Die Leistung und der Input einer Person oder Organisation kann am einfachsten anhand der Anzahl von Werken gemessen werden. Ein Indikator für universitäre Einrichtungen können die Anzahl der Besuche von Gastprofessoren oder die Zahl der Studienabgänger sein. Jedoch macht eine große Zahl keine Angaben über Qualität. Denn Qualität benötigt Zeit und widerspricht Massenproduktionen. Es ist aber möglich, durch geeignete informetrische Auslese Qualität ausfindig zu machen.
Man könnte zum Beispiel nur Fachzeitschriften auswählen, bei denen man auf das Verfahren des Peer Review zurückgreift. Hier werden wissenschaftliche Arbeiten durch Fachkollegen überprüft und beurteilt. Die Bewertung hängt dabei allerdings stark von den jeweiligen Experten ab.
Weitere Methoden sind ebenso die Zitationsanalyse und der Impact-Faktor. Bei der Zitationsanalyse wird gezählt, wie häufig ein Wissenschaftler, eine Zeitschrift oder ein Institut von anderen Wissenschaftlern, Zeitschriften oder Instituten zitiert wird. Hierbei wird davon ausgegangen, dass oft zitierte Artikel bedeutend sind und deshalb zitiert werden. Der Impact-Faktor ist ein Teil der Zitationsanalyse und beschreibt über einen mathematischen Ausdruck den Wirkungsgrad einer Instanz.

### Beispiel
Hier ein mögliches Ergebnis einer informetrischen Untersuchungsreihe.
Vorrangiges Ziel war es bei dieser Untersuchung, die wichtigste Zeitschrift des Bereichs Informationsmanagement ausfindig zu machen.
| Rang | Zitate | Zeitschrift/Monographie | Zeitschriftenfachgruppe                                                                | Klasse | Impact-Faktor |
| ---- | ------ | ----------------------- | -------------------------------------------------------------------------------------- | ------ | ------------- |
| 1    | 56     | HARVARD BUS REV         | Business Management                                                                    | MIS    | 2,5           |
| 2    | 46     | INFORM MANAGE           | Computer Science, Info Systems Management, Information Science & Library Science (LIS) | MIS    | 0,7           |
| 3    | 39     | MIS Q                   | Management, LIS                                                                        | MIS    | 1,6           |
| 4    | 29     | COMMUN ACM              | Computer Science                                                                       | Comp   | 1,3           |
| 5    | 26     | INT J INFORM MANAGE     | LIS                                                                                    | LIS    | 0,4           |
| 5    | 26     | SLOAN MANDGE REV        | Management Business                                                                    | MIS    | 1,8           |
| 7    | 23     | INFORMATION RESOURCE    | -(Monographie)                                                                         | –      | –             |
| 7    | 23     | INFORMATION SYSTEMS     | -(Monographie)                                                                         | –      | –             |
| 9    | 19     | MANAGEMENT INFORMATI    | -(Monographie)                                                                         | –      | –             |
| 9    | 19     | J AM SOC INFORM SCI     | LIS                                                                                    | LIS    | 1,3           |
| 9    | 19     | ACM T DATABASE SYST     | Computer Science, Info Systems                                                         | Comp   | 0,4           |
| 12   | 16     | INFORMATION TECHNOLO    | -(Monographie)                                                                         | –      | –             |
| 12   | 16     | ASLIB P                 | LIS, Computer Science, Info Systems                                                    | LIS    | 0,2           |
| 12   | 16     | J INFORM SCI            | LIS, Computer Science, Info Systems                                                    | LIS    | 0,4           |

Der Rang richtet sich hier nach der Zitationshäufigkeit, wobei der Impact-Factor weitere Auskunft über den Wirkungsgrad der Zeitschrift angibt.

## Fachzeitschriften
Wichtige Fachzeitschriften für das Gebiet der Informetrie sind die 1978 in Ungarn gegründete
Scientometrics (ISSN 0138-9130) aus dem Gebiet der Szientometrie, das Online-Journal Cybermetrics – International Journal of Scientometrics, Informetrics and Bibliometrics (ISSN 1137-5019) aus dem Gebiet der Webometrie sowie das Journal of the American Society for Information Science and Technology (JASIST, ISSN 1532-2882) aus dem Gebiet der Informationswissenschaft. Seit 2007 erscheint vierteljährlich das Journal of Informetrics, das sich schwerpunktmäßig der Informetrie widmet.